# Lokalreportern
Lokalreportern är en svensk-finsk dramaserie i fyra delar från 2004, skriven och regisserad av Håkan Lindhé. I rollerna ses bland andra Göran Ragnerstam, Magnus Wetterholm och Jesper Barkselius.

## Handling
Serien utspelar sig i det lilla samhället Wargön på Västgötaslätten. Orten bebos av en samling udda människor och mitt ibland dem finns lokalreportern på tidningen Väster-Bygden.

## Rollista
- Göran Ragnerstam – Conny Börjesson
- Magnus Wetterholm – Lars-Olof Andersson, lokalreporter på tidningen Väster-Bygden
- Jesper Barkselius	– Berny
- Louise Ryme – Sanna
- Nicklas Gustavsson – Elof
- Martin Wallström – Robban
- Donald Högberg – Einar
- Eivin Dahlgren – Flask-Anders
- Sylvia Rauan – Maria, präst
- Carina Boberg – Maud, Connys fru
- Erik Johansson – Paul
- Filippa Granaas – Sannas och Elofs dotter
- Matilda Ragnerstam – Connys och Mauds dotter
- Axel Ragnerstam – Connys och Mauds son
- Victor Gadderus – Zohran

## Om serien
Lokalreportern producerades av Malte Forssell för Garagefilm AB, Sveriges Television AB. SVT Väst, Yleisradio Ab/Finlands Svenska Television och Film i Väst AB. Det fotades av Peter Mokrosinski och klipptes av Pierre Laurent. Musiken komponerades av Philippe Bois-Vivas. Den sändes i fyra sextiominutersavsnitt i SVT1 mellan den 15 mars och 5 april 2004. Vid en festival i Genève belönades filmen med priset Cinema Tout Ecran för bästa TV-serie.